# Chimarra prodhoni
Chimarra prodhoni är en nattsländeart som beskrevs av Francois-Marie Gibon 1985. Chimarra prodhoni ingår i släktet Chimarra och familjen stengömmenattsländor. Inga underarter finns listade i Catalogue of Life.